# 杉戸町立杉戸中学校
杉戸町立杉戸中学校（すぎとちょうりつ すぎとちゅうがっこう）は、埼玉県北葛飾郡杉戸町内田にある町立中学校。

## 概要
開校は昭和22年5月3日、開校記念日は現在地に校舎ができた昭和24年5月22日である。

## 学校教育目標
自主自立（じしゅじりつ）
具体目標は、自ら求め真剣に学ぶ生徒、自他の人格を尊重する生徒、健康・体力の増進に務める生徒

## 校歌
作詞：下山つとむ、作曲：下総皖一。

## アクセス
- 埼玉県北葛飾郡杉戸町内田1丁目5番35号[3]
- 東武伊勢崎線・東武日光線東武動物公園駅から徒歩10分